# Vanillaware
Vanillaware — японский независимый разработчик видеоигр, базирующийся в Осаке. Компания была основана в 2002 году под названием Puraguru программистом Джорджем Камитани, который ранее работал в Capcom и Atlus, а также руководил разработкой игры Princess Crown (1997) для Sega Saturn. Начав как небольшая студия с релизом первой игры Fantasy Earth: The Ring of Dominion, в 2004 году компания переехала в Осаку, и сменила название. Изначальной целью Камитани было создавать проекты в духе Princess Crown, первой такой игрой стала Odin Sphere.
Компания известна тем, что использует двумерную графику и отрисованных персонажей с движениями запрограммированными вручную, подобно флэш-анимации. В более поздних играх разработчики экспериментировали с многослойными уровнями и 2.5D графикой. Многие проекты компании базируются на играх жанра beat ’em up, подобные которым Камитани разрабатывал в Capcom, отразившими своё влияние на Princess Crown. В 2007 году вышли первые две игры Vanillaware; Odin Sphere, отложенная издателем Atlus; и GrimGrimoire, стратегия в реальном времени выпущенная Nippon Ichi Software. Они работали со многими различными издателями, но чаще всего с Atlus над такими играми, как Dragon’s Crown и 13 Sentinels: Aegis Rim.

## История

### Основание
Основатель студии Джордж Камитани работал в видеоигровой индустрии с 1980-х годов: вначале разрабатывая пиксельную графику для небольших компаний, а позднее устроившись в Capcom в качестве художника и дизайнера таких проектов, как Saturday Night Slam Masters и Dungeons & Dragons: Tower of Doom. Первым проектом Камитани в статусе фрилансера была игра Princess Crown для Sega Saturn, выпущенная Atlus в 1997 году. Первоначально задуманная как симулятор жизни, наподобие Princess Maker 2, под руководством Камитани она переросла в ролевую игру, с целью привлечь внимание фирмы Sega. Игра потерпела коммерческий провал, в результате чего подразделение Atlus Kansai было упразднено, команда Камитани попала в чёрный список фирмы, а запланированное продолжение для Dreamcast было отменено. Хотя она была разработана до официального основания Vanillaware, Princess Crown по-прежнему прочно ассоциируется с Камитани и его компанией.
В период с 1998 по 2004 годы Камитани работал внештатным дизайнером в фирме Racing, а затем в Sony Interactive Entertainment, в это же время он перебрался в Токио. В период фрилансерской деятельности он познакомился и подружился с художником Сигетакой. Перебиваясь непостоянными заработками, Камитани все ещё хотел создавать свои собственные игры. После ухода из Sony он был нанят фирмой Enix в качестве одного из ведущих разработчиков Fantasy Earth: The Ring of Dominion (позднее переименованной в Fantasy Earth Zero). Первоначально это был небольшой проект, разросшийся в масштабах по мере производства, что побудило Камитани создать отдельную компанию для управления логистикой. В то время она была известна под названием Puraguru. Компания состояла всего из трёх сотрудников: Камитани, Сигетаки и программиста Кентаро Ониси. Официальной датой основания Puraguru считается 8 февраля 2002 года.

### 2002—2006
Под влиянием Puraguru и Камитани, выступавшего в качестве режиссёра проекта, сюжет Fantasy Earth отошёл от идей противостояния между людьми и вампирами в сторону более традиционной фэнтезийной RPG с участием принцесс. В связи с этим пригодились художественные наработки и 3D-модели для отменённого продолжения Princess Crown, которые были переработаны в Fantasy Earth. Производство игры стало нелёгким процессом для всех сотрудников компании. Им пришлось столкнуться с многочисленными проблемами: начиная от технических сложностей и маркетингового давления и заканчивая слиянием издателя проекта Enix с фирмой Square (ставшим Square Enix), происходившего прямо во время его разработки. В конечном счёте, Камитани разругался с руководством Square Enix, заявив, что компания отобрала у него проект. Puraguru отстранили от работы в 2004 году, после чего Square Enix передала производство фирме Multiterm.
По инициативе Камитани офисы Puraguru переехали в Осаку. Там компания была переименована в Vanillaware; Камитани выбрал новое название, чтобы подчеркнуть неувядающую популярность ванильного мороженого. Он всё ещё хотел создать продолжение или преемника Princess Crown, и его команда начала разработку Odin Sphere для PlayStation 2 (PS2) при финансовой поддержке издательства Atlus. Камитани смог вновь заручиться поддержкой этой фирмы благодаря давнему знакомству с её руководством, в итоге преодолев негативное клеймо связанное с провалом Princess Crown.
Разработка игры была завершена в 2006 году, однако Atlus отложила её выпуск на следующий год, чтобы не конкурировать с другими своими проектами. Компания также отказалась финансировать следующую игру Vanillaware, ожидая цифры продаж Odin Sphere. Чтобы удержать компанию на плаву во время вынужденной паузы, Vanillaware решила разработать проект для стороннего издательства. Ещё во время производства Odin Sphere к Камитани обратился президент Nippon Ichi Software Сохэй Синкава, который был поклонником Princess Crown. Поскольку разработчики были поклонниками StarCraft и получили полную творческую свободу от Синкавы, они создали фэнтезийную стратегию в реальном времени для под названием GrimGrimoire, которая была выпущена на PS2. Игра GrimGrimoire была разработана за очень короткий промежуток времени, по оценкам, примерно за шесть месяцев. Производство GrimGrimoire полностью истощило средства Vanillaware, и, чтобы продержаться до релиза Odin Sphere, Камитани пришлось залезть в долги — оформив ссуду в размере 20 миллионов иен.

### 2007—2012
Odin Sphere была тепло встречена как критиками, так и игроками и имела коммерческий успех: продажи игры позволили Камитани погасить ссуду, распределить бонусы среди персонала и получить финансирование будущих проектов. Тем не менее GrimGrimoire оказалась менее популярной, из-за чего Камитани пришлось отказаться от планов на её сиквелы. Вслед за Odin Sphere команда запустила в производство второй проект, который должен был развить идеи игрового процесса Princess Crown, по аналогии с Odin Sphere которая представляла собой эволюция её нарратива. Проект получил название Muramasa: The Demon Blade, его концепция возникла во время разработки Odin Sphere и в 2006 году была предложена компании Marvelous Entertainment для софинансирования производства.
В этот период компания Vanillaware предприняла попытку «параллельной разработки» — Сигетаке возглавил работу над вторым проектом. Игра под названием Kumatanchi представляла собой симулятором жизни, концепция которого была основана на персонаже-маскоте Сигетаке Хабанеро-тане, и была разработана совместно с додзинси-студией Ashinaga Oji-san. Производственный процесс продвигался с трудом, так как проектом занималось малое количество сотрудников, а Сигетаке одновременно выступал и руководителем, и ведущим художником, и аниматором. Релиз Kumatanchi состоялся в 2008 году на портативной платформе Nintendo DS силами издательства Dimple Entertainment. После выпуска игры, Сигетаке выразил желание отойти от руководства дальнейшими проектами, и Vanillaware вернулись к циклу производства одной игры за раз.
После завершения работы над Muramasa: The Demon Blade, которая была выпущена на Wii, в 2009 году Vanillaware начала работу над двумя параллельными проектами: Grand Knights History для PlayStation Portable (PSP) и Dragon’s Crown для PlayStation 3 и PlayStation Vita. Толчком для производства Grand Knights History послужило желание Vanillaware и Marvelous Entertainment поработать над тайтлом для PSP. Игровой процесс нового проекта сделали пошаговом, добавив мультиплеер и сохранив фирменный художественный стиль компании. Его двухлетним производством руководил Томохико Дегучи, а художественной частью занимался Куичи Маэноу.
Dragon’s Crown представляла собой возрождённую концепцию сиквела Princess Crown, предложенную Камитани. После Muramasa Камитани представил проект разным издателям, и в конечном счёте получил зелёный свет от UTV Ignition Entertainment. Название было вдохновлено ранними играми Capcom в жанре beat 'em up. На тот момент это был самый дорогой проект Vanillaware с бюджетом более 100 миллионов йен (более 1 миллиона долларов США). Команда бросила все ресурсы на этот проект, что косвенно привело к отмене локализации Grand Knights Kingdom. Когда UTV Ignition Entertainment начала испытывать финансовые трудности, игра находилась на грани отмены. Камитани обратился к компании Atlus, которая согласилась присоединиться к сопроизводству и финансированию проекта. В рамках соглашения она получило преимущественно на покупку следующего проекта Vanillaware. В итоге Dragon's Crown ожидал крупный успех.

### 2013—настоящее время
Вслед за оригинальной Dragon’s Crown Vanillaware выпустила ещё четыре проекта: новую игру под названием 13 Sentinels: Aegis Rim, а также ремейки/переиздания Muramasa, Odin Sphere и Dragon’s Crown. Muramasa Rebirth для Vita был расширенным портом оригинала с настройками геймплея и дополнительным загружаемым контентом (DLC), выпущенным под названием Genroku Legends. Odin Sphere: Leifthrasir для PS3, Vita и PlayStation 4 (PS4) представляла собой ремейк Odin Sphere. Команда разработчиков стремилась сохранить оригинальный сюжет, обновив игровой процесс, чтобы он больше соответствовал Muramasa и Dragon’s Crown. В свою очередь Dragon’s Crown Pro являлась портом оригинальной игры для PS4, которая включала поддержку более мощной модели консоли — т. н. «Pro» версии.
После Dragon’s Crown Камитани устал от фэнтезийного антуража и задумал свою следующую игру — 13 Sentinels: Aegis Rim — как научно-фантастический проект, действие которого происходит в 1980-х годах, который сочетал бы в себе механику и эстетику манги сёдзе. Первоначально он представлял собой небольшую игру с возможной последующей привязкой к линии игрушек, однако Камитани был разочарован требованиями издателя и продемонстрировал её Atlus. Компания согласилась финансировать 13 Sentinels: Aegis Rim как новую полноценную игру, нацеленную на международный рынок, предоставив Камитани полную творческую свободу. Работа над проектом началась в 2015 году — после выпуска Odin Sphere: Leifthrasir. Во время разработки команда столкнулась с многочисленными проблемами, связанными с её амбициозным сюжетом, стратегическим геймплеем (в реальном времени, основанным на концепциях GrimGrimoire) и более многоуровневым оформлением графики вкупе с разнообразием игровых областей. В итоге Камитани написал весь сценарий самостоятельно — перераспределив обязанности по дизайну персонажей между другим сотрудникам студии. Впоследствии Камитани описал игру как кульминацию своей творческой деятельности и профессиональных навыков, на тот момент. Изначально релиз 13 Sentinels: Aegis Rim планировался на PS4 и Vita. Однако, проект столкнулся с несколькими переносами, и версия Vita была отменена, чтобы производство могло сосредоточиться только на варианте для PS4. Тем не менее позднее была достигнута договорённость с Nintendo о выпуске игры на консоли Nintendo Switch. В 2022 году Vanillaware объявила о выпуске порта GrimGrimoire для PlayStation 4 и Switch, включающий улучшения игрового процесса и современную графику, а также новую озвучку.

## Список проектов
Примечание: видеоигры из этого списка разработаны либо полностью Vanillaware, либо компания внесла в них ощутимый вклад. В него не включены переиздания или ремейки на других платформах.
| Год  | Название                            | Платформа                                                      | Издатель                | Примечания |
| ---- | ----------------------------------- | -------------------------------------------------------------- | ----------------------- | --- |
| 2006 | Fantasy Earth: The Ring of Dominion | Microsoft Windows                                              | Square Enix             | Разрабатывалась с 2002 по 2004 годы, на то время компания называлась Puraguru. Выпущена в 2006 году издательством Multiterm |
| 2007 | GrimGrimoire                        | PlayStation 2                                                  | Nippon Ichi Software    | Совместная разработка с компанией Nippon Ichi Software.                                                                     |
| 2007 | Odin Sphere                         | PlayStation 2                                                  | Atlus                   | |
| 2008 | Kumatanchi                          | Nintendo DS                                                    | Dimple Entertainment    | Совместная разработка с додзинси-студией Ashinaga Oji-san. Выпущена только в Японии.                                        |
| 2009 | Muramasa: The Demon Blade           | Wii                                                            | Marvelous Entertainment | |
| 2011 | Grand Knights History               | PlayStation Portable                                           | Marvelous Entertainment | Выпущена только в Японии. Локализации игры от Xseed Games (Северная Америка) и Rising Star Games (Европа) были отменены.    |
| 2013 | Dragon’s Crown                      | PlayStation 3, PlayStation Vita                                | Atlus                   | |
| 2019 | 13 Sentinels: Aegis Rim             | PlayStation 4, Nintendo Switch                                 | Atlus                   | |
| 2024 | Unicorn Overlord                    | Nintendo Switch, PlayStation 4, PlayStation 5, Xbox Series X/S | Atlus                   | |

## Философия и влияние
Vanillaware появилась с прицелом её основателя на реализацию оригинальных игр, дизайн которых полностью бы зависел от вкусов команды. Камитани придерживается твёрдых взглядов как на изменение направления проекта на полпути, так и на аутсорсинг другим компаниям, которые могут проявлять меньший энтузиазм, нежели основные разработчики. Единственный аутсорсинг, которым пользуется Vanillaware — это звуковой дизайн и музыка. С самого начала за это отвечала компания Basiscape, основанная Хитоши Сакимото. Впервые встретившись во время создания Fantasy Earth, Камитани и Сакимото прониклись взаимной симпатией, быстро нашли общий язык и стали часто встречаться в нерабочее время — посещая бары, что привело к регулярному последующему сотрудничеству. По словам Охниши, важным элементом для Камитани является «бренд компании», продажи которого основаны на репутации и спросе фанатов на такого рода игры.
В отличие от стандартного разделения специализаций разработчиков видеоигр, большинство сотрудников Vanillaware — художники. Первоначально компания ориентировалась на создание одной игры всей командой, так как их попытка разработать две игры параллельно, в случае с Kumatanchi, привела к неоднозначным результатам. Однако к 2013 году Камитани всё же предпринял попытку разделить персонал Vanillaware из 24 человек на две команды, чтобы сотрудники могли участвовать в разработке двух проектов одновременно. Дизайн игр Камитани, наряду с акцентом на сайд-скроллинг, был напрямую вдохновлён его работой в Capcom, особенно такими играми, как Dungeons & Dragons: Tower of Doom.
Поскольку в индустрии видеоигр доминирует 3D-графика, Камитани осознавал, что 2D-проекты постепенно «стагнируют», и его целью было сделать Vanillaware одной из передовых компаний в 2D-индустрии. Сотрудники Vanillaware используют собственные наборы инструментов программирования, вдохновлённые Adobe Flash, а также графический стиль, известный как tebineri или «hand-shaping» (рус. ручная работа), который позволяет художникам создавать персонажей и окружение похожие на 3D, но полностью визуализированные из двумерных пикселей. Комавнде Камитани потребовалось некоторое время, чтобы привыкнуть к полностью цифровым инструментам, адаптированных к 2008 году. Этот стиль восходит к работе Камитани в Capcom и, в частности, использовался при разработке визуального стиля Princess Crown. Более поздние проекты компании включали сложные эффекты, такие как тени и солнечный свет, а также движение воды, которые чаще всего ассоциируются с 3D-рендерингом. Игра 13 Sentinels: Aegis Rim продемонстрировала, что Vanillaware полностью переосмыслила дизайн уровней, добавив глубины резкости и 2.5D фоны, а также 3D-модели в окружающую среду. Команда также усовершенствовала свой движок для видеороликов, так как его предыдущие версии не могли демонстрировать эмоции персонажей.

## Критика и наследие
Выпуск Odin Sphere сделал Vanillaware имя в игровой индустрии и помог привлечь внимание к 2D-графике в крупнобюджетных проектах после долгих лет относительной стагнации этого жанра. Кроме того, Odin Sphere спасла карьеру Камитани в после продолжительного негативного флёра связанного с провалом Princess Crown, позволив ему продолжить работу над новыми проектами. В то время как художественный стиль компании был её главной отличительной особенностью, гипертрофированность оформления некоторых игровых персонажей Dragon’s Crown вызвала критику со стороны западных журналистов, особенно сексуализированный дизайн Волшебницы.
Odin Sphere вдохновила базирующуюся в Пекине инди-студию OTK Games на разработку The Vagrant, двумерной игры в жанре hack and slash. Небольшая команда описала свой проект как дань уважения играм Vanillaware. После ухода из Vanillaware Дегучи основал независимую студию Monochrome Corporation силами которой выпустил проект Grand Kingdom. В нём заметно сильное влияние Grand Kingdom, а также других игр Vanillaware.